# Osrednje Slovenske gorice
Osrednje Slovenske gorice este o arie protejată (arie specială de conservare — SAC, sit de importanță comunitară — SCI) din Slovenia întinsă pe o suprafață de 2.076,09 ha, integral pe uscat.

## Localizare
Centrul sitului Osrednje Slovenske gorice este situat la coordonatele 46°32′06″N 15°57′38″E / 46.535°N 15.9606°E.

## Înființare
Situl Osrednje Slovenske gorice a fost declarat sit de importanță comunitară în aprilie 2013 pentru a proteja 4 specii de animale. Situl a fost protejat și ca arie specială de conservare în aprilie 2015.

## Biodiversitate
Situată în ecoregiunea continentală, aria protejată conține 1 habitat natural: Fânețe de joasă altitudine (Alopecurus pratensis, Sanguisorba officinalis).
La baza desemnării sitului se află mai multe specii protejate de  nevertebrate (4): fluturele-tigru (Callimorpha quadripunctaria), fluturele purpuriu (Lycaena dispar), phengaris nausithous (Maculinea nausithous), Maculinea teleius.